# Philip Kueber
Philip Kueber   (Galahad, 17 de novembre de 1934 - Victoria, 23 de novembre de 2009) fou un remer canandenc que va competir durant la dècada de 1950.
S'inicià en el rem quan entrà a la Universitat de Colúmbia Britànica, el 1952. El 1954 fou l'home reserva de la tripulació que guanyà la medalla d'or als Jocs de la Commonwealth que es disputaren a Vancouver. El 1935, formant part de la tripulació principal, guanyà la Henley Royal Regatta.
El 1956 va prendre part en els Jocs Olímpics d'Estiu de Melbourne, on guanyà la medalla de plata en la prova del vuit amb timoner del programa de rem.